# Бјанцоне
Бјанцоне (итал. Bianzone) је насеље у Италији у округу Сондрио, региону Ломбардија.
Према процени из 2011. у насељу је живело 1171 становника. Насеље се налази на надморској висини од 441 м.

## Становништво
| 1931. | 1936. | 1951. | 1961. | 1971. | 1981. | 1991. | 2001. | 2011. |
| ----- | ----- | ----- | ----- | ----- | ----- | ----- | ----- | ----- |
| 1.609 | 1.572 | 1.524 | 1.452 | 1.282 | 1.308 | 1.362 | 1.220 | 1.273 |